# Can't Take Me Home
Can't Take Me Home je debutové album zpěvačky P!nk, které vzniklo v koprodukci s R'n'B zpěvákem Babyface a Stevem Rythmem. V USA vyšlo 4. dubna 2000 .
Album mělo značný úspěch, v USA se stalo dvakrát platinovým, celosvětově bylo prodáno 5 milionů kopií. Pochází z něj singly „You Make Me Sick“, „There You Go“ a „Most Girls“ (v Australské hitparádě číslo jedna). Singl „You Make Me Sick“ se dostal do Americké Top 40 a Britské Top 10. V roce 2001 se objevil ve filmu Save the last dance. P!nk později přiznala, s ohledem na toto album se rozhodla odstoupit od příliš kreativní kontroly její nahrávací společnosti a že neměla ráda ani styl její muziky ani její sytě růžovou barvu vlasů.
V roce 2001 nahrála cover verzi singlu skupiny Labelle z roku 1975 Lady Marmelade s Christinou Aguilerou, rapperkou Lil' Kim a zpěvačkou Myou, která se dostala do soundtracku k filmu Moulin Rouge. Píseň byla produkována hip-hopovými producenty Rockwilderem a Missy Elliott, dostala se na první místo hudebních žebříčků ve Velké Británii, USA a Austrálii. K úspěchu singlu také dopomohl videoklip, který byl populární na hudebních televizních stanicích, vyhrál Hudební cenu MTV a cenu Video roku. Píseň vyhrála cenu Grammy, pro P!nk to byla první Grammy, za nejlepší popovou spolupráci s vokály a postarala se tak o vzestup hudební kariéry všech čtyř umělkyň.

## Seznam písní
1. Split Personality – 4:01
2. Hell wit Ya – 2:58
3. Most Girls – 4:59
4. There You Go – 3:23
5. You Make Me Sick – 4:08
6. Let Me Let You Know – 4:45
7. Love Is Such a Crazy Thing – 5:14
8. Private Show – 4:15
9. Can't Take Me Home – 3:39
10. Stop Falling – 5:51
11. Do What U Do – 5:58
12. Hiccup – 3:32
13. Is It Love – 3:38

## Singly
- „There You Go“
- „Most Girls“
- „You Make Me Sick“